# Vladykino (stanice metra v Moskvě)
Vladykino (rusky Владыкино) je stanice moskevského metra. Je zde zajištěn přestup na stejnojmennou stanici na Moskevském centrálním okruhu.

## Charakter stanice
Vladykino je podzemní, hloubená, pilířová stanice s ostrovním nástupištěm, mělko založená (vybudována byla jen 10,5 m hluboko). Je součástí Serpuchovsko-Timirjazevské linky, jejího úseku Savjolovskaja – Otradnoje, otevřeného 7. března 1991.
Nástupiště podpírá celkem 40 sloupů, které jsou umístěné ve dvou řadách a obložené bílošedým mramorem. Ty jsou však silnější než je obvyklé u ostatních stanic; nad Vladykinem se nachází totiž železniční trať. Stěny za oběma kolejemi jsou obložené vlnitým plechem, v určitých rozestupech jej střídá šedý mramor a na něm jsou umístěny měděné reliéfy chrámů různých náboženství. Výstupy jsou dva, vedou z obou konců nástupiště do podpovrchových vestibulů.